# Pachyrukhinae
Los  paquiruquinos (Pachyrukhinae) son una subfamilia extinta de mamíferos placentarios del suborden Typotheria, del orden, también extinto de ungulados sudamericanos Notoungulata perteneciente a los Meridiungulata. Vivieron en Sudamérica de principios del Oligoceno (Edad Mamífero Deseadense) al  Plioceno-Pleistoceno tardío (Edad Mamífero Marplatense o Ensenadense), hace 3 millones de años.

## Generalidades
Los paquiruquinos eran pequeños hegetotéridos (entre 1,8 y 2,2 kg) fácilmente reconocibles por su dentición anterior especializada similar a la de los conejos y sus dientes y molares de crecimiento continuo. Eran herbívoros extremadamente abundantes en el Mioceno de la Argentina. Eran similares en tamaño a los tragúlidos y su análogo ecológico más cercano actualmente sería la mara patagónica, a la cual se parecen incluso en sus características neurológicas.

## Géneros
- † Medistylus
- † Pachyrukhos
- † Paedotherium
- † Propachyrucos
- † Prosotherium
- † Raulringueletia
- † Tremacyllus